# 特奥达托·伊帕托
特奥达托·伊帕托（威尼斯语：Teodato Ipato），是第四任威尼斯总督。在他的父亲奥尔索·伊帕托去世后，总督之位一度空缺，之后特奥达托·伊帕托继任。他的姓来自他父亲的称号Hypatos，希腊语的执政官之意。 特奥达托把威尼斯共和国的首都从埃拉克莱亚迁往马拉莫科。
在751年，拉文纳被伦巴第人攻占，威尼斯成为意大利北部最后的拜占庭帝國属地。 在同一年，法兰克人罢黜了墨洛温王朝最后一位君主希尔德里克三世，并推举了矮子丕平，卡洛林王朝开始开始，并与教皇结盟，与伦巴第为敌。 威尼斯在那时成为一个几乎独立的国家。 755年，特奥达托·伊帕托被篡位者加拉·卢帕尼奥罢黜、弄瞎，并被流放。